# Pièce d'un demi-franc Semeuse
Le Type semeuse a été créé en 1897 par Oscar Roty et a tout de suite été utilisé pour les pièces de un Franc en argent, entre autres.
Il a ensuite été réutilisé sur des pièces lors du passage au nouveau franc. D'où la création de cette pièce.
Cette pièce a été créée en 1964 pour remplacer la Cinquante centimes Marianne (1962) en bronze-Alu.

## Frappes courantes
| millésime | tirage      | remarques                                                                                 |
| --------- | ----------- | ----------------------------------------------------------------------------------------- |
| 1964      | 515         | pré-séries de 20,5 et 19,5 mm de diamètre                                                 |
| 1965      | 4 700       | essai                                                                                     |
| 1965      | 184 833 000 | existe avec "République Française" écrit avec des caractères plus fins                    |
| 1966      | 88 890 400  |                                                                                           |
| 1967      | 28 392 000  |                                                                                           |
| 1968      | 57 548 000  |                                                                                           |
| 1969      | 47 144 000  |                                                                                           |
| 1970      | 42 298 000  |                                                                                           |
| 1971      | 36 068 000  |                                                                                           |
| 1972      | 42 302 000  |                                                                                           |
| 1973      | 48 372 000  |                                                                                           |
| 1974      | 37 072 000  | Jusque cette année, le différent de droite était une chouette.                            |
| 1975      | 22 752 000  | À partir de cette année, le différent de droite devient un dauphin.                       |
| 1976      | 115 314 000 |                                                                                           |
| 1977      | 131 644 000 |                                                                                           |
| 1978      | 63 360 000  |                                                                                           |
| 1979      | 10 000      |                                                                                           |
| 1980      | 60 000      | uniquement Fleur de coin                                                                  |
| 1981      | 24 000      |                                                                                           |
| 1982      | 500 400     |                                                                                           |
| 1983      | 49 884 400  |                                                                                           |
| 1984      | 79 987 600  |                                                                                           |
| 1985      | 49 998 000  |                                                                                           |
| 1986      | 109 998 000 |                                                                                           |
| 1987      | 49 984 000  |                                                                                           |
| 1988      | 85 600      |                                                                                           |
| 1989      | 83 200      |                                                                                           |
| 1990      | 5 000       |                                                                                           |
| 1991      | 49 988 000  |                                                                                           |
| 1992      | 29 968 000  |                                                                                           |
| 1993      | 24 972 000  | Pas de différent                                                                          |
| 1994      | 39 792 000  | Le différent de droite existe en dauphin (10 000 000) ou abeille (29 972 000)             |
| 1995      | 29 975 000  | À partir de cette année, le différent de droite est une abeille et remplace le dauphin.   |
| 1996      | 55 976 000  |                                                                                           |
| 1997      | 99 991 000  |                                                                                           |
| 1998      | 10 000      |                                                                                           |
| 1999      | 10 000      |                                                                                           |
| 2000      | 75 000 000  |                                                                                           |
| 2001      | 125 000     | À partir de cette date, le différent de droite est un fer à cheval et remplace l'abeille. |

## Frappes commémoratives
Pas de frappe commémorative.

## Sources
- "Valeur des Monnaies de France" de René Houyez éditions GARCEN
- « http://www.monnaiedeparis.fr/fonds_doc/fquantite.htm »(Archive.org • Wikiwix • Archive.is • Google • Que faire ?) : Tableau